# Ventosa (Vouzela)
Ventosa es una freguesia portuguesa del concelho de Vouzela, con 18,21 km² de superficie y 921 habitantes (2001). Su densidad de población es de 50,6 hab/km².

## Galería

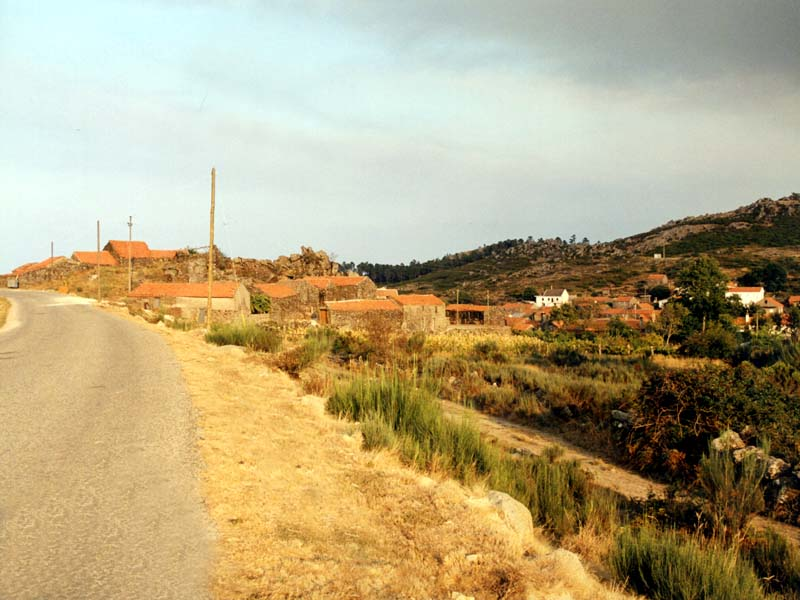
Vista parcial de Ventosa